# Spodnje selce
Spodnje selce so naselje v Občini Šmarje pri Jelšah.